# Немчинов, Иван Максимович
Иван Максимович Немчинов (1818—1881, встречается также отчество «Иванович» и дата смерти 1861) — русский актёр, артист Малого театра в Москве с 15 марта 1842 года по 8 октября 1881 года, ученик князя Шаховского. Его лучшие роли: Скалозуб, Скотинин и городничий в «Ревизоре».